# Huitième district congressionnel de l'État de Washington
Le 8e district congressionnel de Washington est un district situé dans l'ouest de l'État de Washington. Il comprend les parties orientales des comtés de King, Pierce et Snohomish et traverse les Montagnes Cascade pour inclure les comtés de Chelan et Kittitas. La partie ouest du district comprend les communautés périurbaines de Sammamish, Issaquah et Maple Valley, mais n'inclut pas les banlieues plus immédiates de Seattle et Tacoma. Sur son côté est, les centres de population du 8e comprennent les communautés rurales de Wenatchee, Leavenworth et Ellensburg. Il est actuellement représenté par la Démocrate Kim Schrier, élue pour la première fois à ce siège en 2018.

## Histoire
Le 8e district a été créé après le cycle de redécoupage après le recensement de 1980. Pendant ses 30 premières années, il était centré sur la région Eastside de la région métropolitaine de Seattle. Après le recensement américain de 2010, l'État a réagi aux changements démographiques en déplaçant une grande partie de l'Eastside vers le 9e district. Pour compenser la perte de population, les zones à l'est des Cascades sont déplacées vers le 8e district.
Pendant les 35 premières années de son existence, le 8e district était détenu par un Républicain. Il était situé dans une zone qui était historiquement la partie la plus républicaine de la région de Seattle. Cependant, il a été entraîné dans la tendance démocrate plus large dans le nord-ouest du Pacifique depuis les années 1990 et a soutenu le candidat démocrate à chaque élection présidentielle depuis 1992. Avant le redécoupage de 2011, le district avait la particularité d'avoir un avantage démocrate selon son CPVI, mais n'ayant élu que des républicains au Congrès tout au long de son histoire. Après que le district a été repoussé à l'est des Cascades lors du redécoupage de 2010, son CPVI est devenu égal. La séquence de victoires consécutives du GOP s'est terminée avec les élections de 2018.

## Historique de vote
| Année | Poste     | Résultats               |
| ----- | --------- | ----------------------- |
| 1984  | Président | Reagan 62,0 % - 37,0 %  |
| 1988  | Président | Bush 56,0 % - 43,0 %    |
| 1992  | Président | Clinton 38,0 % - 34,0 % |
| 1996  | Président | Clinton 47,0 % - 41,0 % |
| 2000  | Président | Gore 49,0 % - 47,0 %    |
| 2004  | Président | Kerry 51,0 % - 48,0 %   |
| 2008  | Président | Obama 57,0 % - 42,0 %   |
| 2012  | Président | Obama 50,0 % - 48,0 %   |
| 2016  | Président | Clinton 48,0 % - 45,0 % |
| 2020  | Président | Biden 52,0 % - 45,0 %   |

## Liste des Représentants du district
| Membre                             | Parti       | Années                          | Congrès     | Histoire électorale | Zone géographique                                                               |
| ---------------------------------- | ----------- | ------------------------------- | ----------- | --- | ------------------------------------------------------------------------------- |
| District établit le 3 janvier 1983 |             |                                 |             | |                                                                                 |
| Rod Chandler (en)                  | Républicain | 3 janvier 1983 - 3 janvier 1993 | 98e - 102e  | Élu en 1982. Réélu en 1984. Réélu en 1986. Réélu en 1988. Réélu en 1990. Retrait pour se présenter comme Sénateur des États-Unis. | 1983–1985 Parties de King et Pierce                                             |
| Rod Chandler (en)                  | Républicain | 3 janvier 1983 - 3 janvier 1993 | 98e - 102e  | Élu en 1982. Réélu en 1984. Réélu en 1986. Réélu en 1988. Réélu en 1990. Retrait pour se présenter comme Sénateur des États-Unis. | 1985–1993 Parties de King et Pierce                                             |
| Jennifer Dunn (en)                 | Républicain | 3 janvier 1993 - 3 janvier 2005 | 103e - 108e | Élue en 1992. Réélue en 1994. Réélue en 1996. Réélue en 1998. Réélue en 2000. Réélue en 2002. Retrait.                            | 1993–2003 Parties de King et Pierce                                             |
| Jennifer Dunn (en)                 | Républicain | 3 janvier 1993 - 3 janvier 2005 | 103e - 108e | Élue en 1992. Réélue en 1994. Réélue en 1996. Réélue en 1998. Réélue en 2000. Réélue en 2002. Retrait.                            | 2003–2013 Parties de King et Pierce                                             |
| Dave Reichert                      | Républicain | 3 janvier 2005 - 3 janvier 2019 | 109e - 115e | Élu en 2004. Réélu en 2006. Réélu en 2008. Réélu en 2010. Réélu en 2012. Réélu en 2014. Réélu en 2016. Retrait.                   |                                                                                 |
| Dave Reichert                      | Républicain | 3 janvier 2005 - 3 janvier 2019 | 109e - 115e | Élu en 2004. Réélu en 2006. Réélu en 2008. Réélu en 2010. Réélu en 2012. Réélu en 2014. Réélu en 2016. Retrait.                   | 2013–2023 Chelan et Kittitas ; parties de Douglas, King et Pierce               |
| Kim Schrier                        | Démocrate   | 3 janvier 2019 - Présent        | 116e - 118e | Élue en 2018. Réélue en 2020. Réélue en 2022.                                                                                     |                                                                                 |
| Kim Schrier                        | Démocrate   | 3 janvier 2019 - Présent        | 116e - 118e | Élue en 2018. Réélue en 2020. Réélue en 2022.                                                                                     | 2023–Présent Chelan et Kittitas ; parties de Douglas, King, Pierce et Snohomish |

## Résultats des récentes élections
Voici les résultats des dix précédents cycles électoraux dans le district.

## Frontières historiques du district

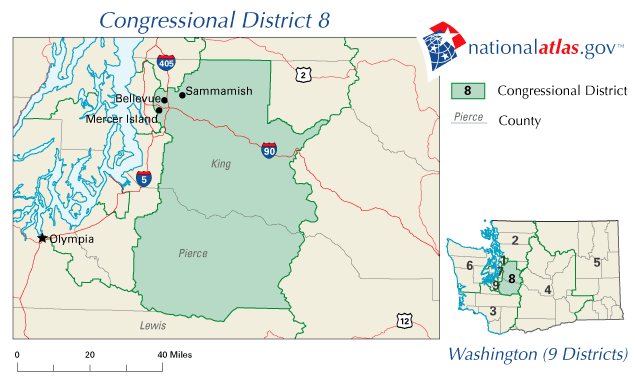
Le district de 2003 à 2013

### 2004
| Élection de 2004 du 8e district congressionnel de Washington | Élection de 2004 du 8e district congressionnel de Washington | Élection de 2004 du 8e district congressionnel de Washington | Élection de 2004 du 8e district congressionnel de Washington | Élection de 2004 du 8e district congressionnel de Washington |
| ------------------------------------------------------------ | ------------------------------------------------------------ | ------------------------------------------------------------ | ------------------------------------------------------------ | ------------------------------------------------------------ |
| Parti                                                        | Parti                                                        | Candidat                                                     | Votes                                                        | %                                                            |
|                                                              | Républicain                                                  | Dave Reichert                                                | 173 298                                                      | 51,5                                                         |
|                                                              | Démocrate                                                    | Dave Ross                                                    | 157 148                                                      | 46,7                                                         |
|                                                              | Libertarien                                                  | Spencer Garrett                                              | 6 053                                                        | 1,8                                                          |
| Total des votes                                              | Total des votes                                              | Total des votes                                              | 336 499                                                      | 100 %                                                        |
|                                                              | Les Républicains conservent                                  |                                                              |                                                              |                                                              |

### 2006
| Élection de 2006 du 8e district congressionnel de Washington, | Élection de 2006 du 8e district congressionnel de Washington, | Élection de 2006 du 8e district congressionnel de Washington, | Élection de 2006 du 8e district congressionnel de Washington, | Élection de 2006 du 8e district congressionnel de Washington, |
| ------------------------------------------------------------- | ------------------------------------------------------------- | ------------------------------------------------------------- | ------------------------------------------------------------- | ------------------------------------------------------------- |
| Parti                                                         | Parti                                                         | Candidat                                                      | Votes                                                         | %                                                             |
|                                                               | Républicain                                                   | Dave Reichert (sortant)                                       | 129 362                                                       | 51,5                                                          |
|                                                               | Démocrate                                                     | Darcy Burner                                                  | 122 021                                                       | 48,5                                                          |
| Total des votes                                               | Total des votes                                               | Total des votes                                               | 251 383                                                       | 100 %                                                         |
|                                                               | Les Républicains conservent                                   |                                                               |                                                               |                                                               |

### 2008
| Élection de 2008 du 8e district congressionnel de Washington, | Élection de 2008 du 8e district congressionnel de Washington, | Élection de 2008 du 8e district congressionnel de Washington, | Élection de 2008 du 8e district congressionnel de Washington, | Élection de 2008 du 8e district congressionnel de Washington, |
| ------------------------------------------------------------- | ------------------------------------------------------------- | ------------------------------------------------------------- | ------------------------------------------------------------- | ------------------------------------------------------------- |
| Parti                                                         | Parti                                                         | Candidat                                                      | Votes                                                         | %                                                             |
|                                                               | Républicain                                                   | Dave Reichert (sortant)                                       | 191 568                                                       | 52,8                                                          |
|                                                               | Démocrate                                                     | Darcy Burner                                                  | 171 358                                                       | 47,2                                                          |
| Total des votes                                               | Total des votes                                               | Total des votes                                               | 362 926                                                       | 100 %                                                         |
|                                                               | Les Républicains conservent                                   |                                                               |                                                               |                                                               |

### 2010
| Élection de 2010 du 8e district congressionnel de Washington, | Élection de 2010 du 8e district congressionnel de Washington, | Élection de 2010 du 8e district congressionnel de Washington, | Élection de 2010 du 8e district congressionnel de Washington, | Élection de 2010 du 8e district congressionnel de Washington, |
| ------------------------------------------------------------- | ------------------------------------------------------------- | ------------------------------------------------------------- | ------------------------------------------------------------- | ------------------------------------------------------------- |
| Parti                                                         | Parti                                                         | Candidat                                                      | Votes                                                         | %                                                             |
|                                                               | Républicain                                                   | Dave Reichert (sortant)                                       | 161 296                                                       | 52,1                                                          |
|                                                               | Démocrate                                                     | Suzan DelBene                                                 | 148 581                                                       | 47,9                                                          |
| Total des votes                                               | Total des votes                                               | Total des votes                                               | 309 877                                                       | 100 %                                                         |
|                                                               | Les Républicains conservent                                   |                                                               |                                                               |                                                               |

### 2012
| Élection de 2012 du 8e district congressionnel de Washington | Élection de 2012 du 8e district congressionnel de Washington | Élection de 2012 du 8e district congressionnel de Washington | Élection de 2012 du 8e district congressionnel de Washington | Élection de 2012 du 8e district congressionnel de Washington |
| ------------------------------------------------------------ | ------------------------------------------------------------ | ------------------------------------------------------------ | ------------------------------------------------------------ | ------------------------------------------------------------ |
| Parti                                                        | Parti                                                        | Candidat                                                     | Votes                                                        | %                                                            |
|                                                              | Républicain                                                  | Dave Reichert (sortant)                                      | 180 204                                                      | 59,7                                                         |
|                                                              | Démocrate                                                    | Karen Porterfield                                            | 121 886                                                      | 40,3                                                         |
| Total des votes                                              | Total des votes                                              | Total des votes                                              | 302 090                                                      | 100 %                                                        |
|                                                              | Les Républicains conservent                                  |                                                              |                                                              |                                                              |

### 2014
| Élection de 2014 du 8e district congressionnel de Washington | Élection de 2014 du 8e district congressionnel de Washington | Élection de 2014 du 8e district congressionnel de Washington | Élection de 2014 du 8e district congressionnel de Washington | Élection de 2014 du 8e district congressionnel de Washington |
| ------------------------------------------------------------ | ------------------------------------------------------------ | ------------------------------------------------------------ | ------------------------------------------------------------ | ------------------------------------------------------------ |
| Parti                                                        | Parti                                                        | Candidat                                                     | Votes                                                        | %                                                            |
|                                                              | Républicain                                                  | Dave Reichert (sortant)                                      | 125 741                                                      | 63,3                                                         |
|                                                              | Démocrate                                                    | Jason Ritchie                                                | 73 003                                                       | 36,7                                                         |
| Total des votes                                              | Total des votes                                              | Total des votes                                              | 198 744                                                      | 100 %                                                        |
|                                                              | Les Républicains conservent                                  |                                                              |                                                              |                                                              |

### 2016
| Élection de 2016 du 8e district congressionnel de Washington | Élection de 2016 du 8e district congressionnel de Washington | Élection de 2016 du 8e district congressionnel de Washington | Élection de 2016 du 8e district congressionnel de Washington | Élection de 2016 du 8e district congressionnel de Washington |
| ------------------------------------------------------------ | ------------------------------------------------------------ | ------------------------------------------------------------ | ------------------------------------------------------------ | ------------------------------------------------------------ |
| Parti                                                        | Parti                                                        | Candidat                                                     | Votes                                                        | %                                                            |
|                                                              | Républicain                                                  | Dave Reichert (sortant)                                      | 193 145                                                      | 60,2                                                         |
|                                                              | Démocrate                                                    | Tony Ventrella                                               | 127 720                                                      | 39,8                                                         |
| Total des votes                                              | Total des votes                                              | Total des votes                                              | 320 865                                                      | 100 %                                                        |
|                                                              | Les Républicains conservent                                  |                                                              |                                                              |                                                              |

### 2018
| Élection de 2018 du 8e district congressionnel de Washington, | Élection de 2018 du 8e district congressionnel de Washington, | Élection de 2018 du 8e district congressionnel de Washington, | Élection de 2018 du 8e district congressionnel de Washington, | Élection de 2018 du 8e district congressionnel de Washington, |
| ------------------------------------------------------------- | ------------------------------------------------------------- | ------------------------------------------------------------- | ------------------------------------------------------------- | ------------------------------------------------------------- |
| Parti                                                         | Parti                                                         | Candidat                                                      | Votes                                                         | %                                                             |
|                                                               | Démocrate                                                     | Kim Schrier                                                   | 164 089                                                       | 52,4                                                          |
|                                                               | Républicain                                                   | Dino Rossi                                                    | 148 968                                                       | 47,6                                                          |
| Total des votes                                               | Total des votes                                               | Total des votes                                               | 313 057                                                       | 100 %                                                         |
|                                                               | Les Démocrates prennent aux Républicains                      |                                                               |                                                               |                                                               |

### 2020
| Élection de 2020 du 8e district congressionnel de Washington | Élection de 2020 du 8e district congressionnel de Washington | Élection de 2020 du 8e district congressionnel de Washington | Élection de 2020 du 8e district congressionnel de Washington | Élection de 2020 du 8e district congressionnel de Washington |
| ------------------------------------------------------------ | ------------------------------------------------------------ | ------------------------------------------------------------ | ------------------------------------------------------------ | ------------------------------------------------------------ |
| Parti                                                        | Parti                                                        | Candidat                                                     | Votes                                                        | %                                                            |
|                                                              | Démocrate                                                    | Kim Schrier (sortante)                                       | 213 123                                                      | 51,7                                                         |
|                                                              | Républicain                                                  | Jesse Jensen                                                 | 198 423                                                      | 48,2                                                         |
|                                                              | Write-In                                                     | Write-In                                                     | 566                                                          | 0,1                                                          |
| Total des votes                                              | Total des votes                                              | Total des votes                                              | 412 112                                                      | 100 %                                                        |
|                                                              | Les Démocrates conservent                                    |                                                              |                                                              |                                                              |

### 2022
| Primaire Démocrate de 2022 du 8e district congressionnel de Washington | Primaire Démocrate de 2022 du 8e district congressionnel de Washington | Primaire Démocrate de 2022 du 8e district congressionnel de Washington | Primaire Démocrate de 2022 du 8e district congressionnel de Washington | Primaire Démocrate de 2022 du 8e district congressionnel de Washington |
| ---------------------------------------------------------------------- | ---------------------------------------------------------------------- | ---------------------------------------------------------------------- | ---------------------------------------------------------------------- | ---------------------------------------------------------------------- |
| Parti                                                                  | Parti                                                                  | Candidat                                                               | Votes                                                                  | %                                                                      |
|                                                                        | Démocrate                                                              | Kim Schrier (sortante)                                                 | 97 700                                                                 | 47,9                                                                   |
|                                                                        | Républicain                                                            | Matt Larkin                                                            | 34 684                                                                 | 17,0                                                                   |
|                                                                        | Républicain                                                            | Reagan Dunn                                                            | 29 494                                                                 | 14,4                                                                   |
|                                                                        | Républicain                                                            | Jesse Jensen                                                           | 26 350                                                                 | 12,9                                                                   |
|                                                                        | Républicain                                                            | Scott Stephenson                                                       | 7 954                                                                  | 3,9                                                                    |
|                                                                        | Démocrate                                                              | Emet Ward                                                              | 1 832                                                                  | 0,9                                                                    |
|                                                                        | Républicain                                                            | Dave Chapman                                                           | 1 811                                                                  | 0,9                                                                    |
|                                                                        | Démocrate                                                              | Keith Arnold                                                           | 1 669                                                                  | 0,8                                                                    |
|                                                                        | Libertarien                                                            | Justin Greywolf                                                        | 1 518                                                                  | 0,7                                                                    |
|                                                                        | Indépendant                                                            | Ryan Dean Burkett                                                      | 701                                                                    | 0,3                                                                    |
|                                                                        | Indépendant                                                            | Patrick Dillon                                                         | 296                                                                    | 0,1                                                                    |

| Élection de 2022 du 8e district congressionnel de Washington, | Élection de 2022 du 8e district congressionnel de Washington, | Élection de 2022 du 8e district congressionnel de Washington, | Élection de 2022 du 8e district congressionnel de Washington, | Élection de 2022 du 8e district congressionnel de Washington, |
| ------------------------------------------------------------- | ------------------------------------------------------------- | ------------------------------------------------------------- | ------------------------------------------------------------- | ------------------------------------------------------------- |
| Parti                                                         | Parti                                                         | Candidat                                                      | Votes                                                         | %                                                             |
|                                                               | Démocrate                                                     | Kim Schrier (sortante)                                        | 179 003                                                       | 53,3                                                          |
|                                                               | Républicain                                                   | Matt Larkin                                                   | 155 976                                                       | 46,4                                                          |
|                                                               | Write-In                                                      | Write-In                                                      | 1 059                                                         | 0,3                                                           |
| Total des votes                                               | Total des votes                                               | Total des votes                                               | 336 038                                                       | 100 %                                                         |
|                                                               | Les Démocrates conservent                                     |                                                               |                                                               |                                                               |

### 2024
| Primaire Démocrate de 2024 du 8e district congressionnel de Washington | Primaire Démocrate de 2024 du 8e district congressionnel de Washington | Primaire Démocrate de 2024 du 8e district congressionnel de Washington | Primaire Démocrate de 2024 du 8e district congressionnel de Washington | Primaire Démocrate de 2024 du 8e district congressionnel de Washington |
| ---------------------------------------------------------------------- | ---------------------------------------------------------------------- | ---------------------------------------------------------------------- | ---------------------------------------------------------------------- | ---------------------------------------------------------------------- |
| Parti                                                                  | Parti                                                                  | Candidat                                                               | Votes                                                                  | %                                                                      |
|                                                                        | Démocrate                                                              | Kim Schrier (sortante)                                                 | 105 069                                                                | 50,1                                                                   |
|                                                                        | Républicain                                                            | Carmen Goers                                                           | 94 322                                                                 | 45,0                                                                   |
|                                                                        | Démocrate                                                              | Imraan Siddiqi                                                         | 7 374                                                                  | 3,5                                                                    |
|                                                                        | Démocrate                                                              | Keith Arnold                                                           | 2 603                                                                  | 1,2                                                                    |
|                                                                        | Write-In                                                               | Write-In                                                               | 291                                                                    | 0,1                                                                    |

| Élection de 2024 du 8e district congressionnel de Washington | Élection de 2024 du 8e district congressionnel de Washington | Élection de 2024 du 8e district congressionnel de Washington | Élection de 2024 du 8e district congressionnel de Washington | Élection de 2024 du 8e district congressionnel de Washington |
| ------------------------------------------------------------ | ------------------------------------------------------------ | ------------------------------------------------------------ | ------------------------------------------------------------ | ------------------------------------------------------------ |
| Parti                                                        | Parti                                                        | Candidat                                                     | Votes                                                        | %                                                            |
|                                                              | Démocrate                                                    | Kim Schrier (sortante)                                       | TBD                                                          | TBD                                                          |
|                                                              | Républicain                                                  | Carmen Goers                                                 | TBD                                                          | TBD                                                          |
| Total des votes                                              | Total des votes                                              | Total des votes                                              | TBD                                                          | 100 %                                                        |
|                                                              |                                                              |                                                              |                                                              |                                                              |